# 2 februarie
ianuarie • februarie • martie  • aprilie  • mai  • iunie  • iulie  • august  • septembrie  • octombrie  • noiembrie  • decembrie
2 februarie este a 33-a zi a calendarului gregorian. Mai sunt 332 de zile până la sfârșitul anului (333 de zile în anii bisecți).

## Evenimente

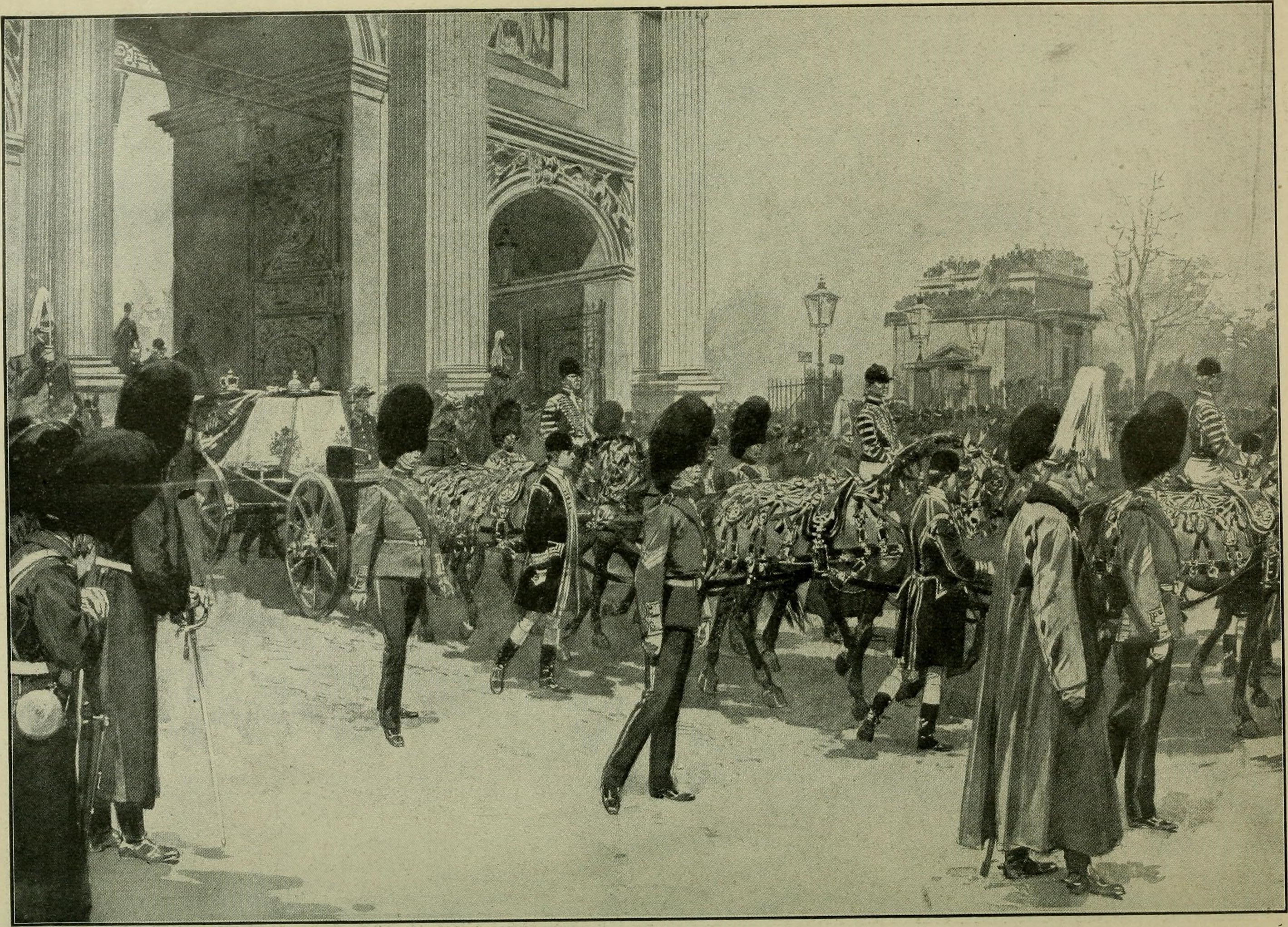
1901: Au loc funeraliile reginei Victoria a Regatului Unit.

- 0962: Papa Ioan al XII-lea l-a încoronat pe Otto I ca împărat al Sfântului Imperiu Roman.
- 1032: Conrad al II-lea al Sfântului Imperiu Roman devine rege al Burgundiei.
- 1106: Marea Cometă din 1106 apare pe cer și a fost observată în întreaga lume de la începutul lunii februarie până la mijlocul lunii martie. A fost înregistrat de astronomii din Țara Galilor, Anglia, Japonia, Coreea, China și Europa continentală.
- 1119: Guido, fiul contelui William de Burgundia, este ales papă ca succesor al lui Gelasius al II-lea și ia numele de Calixt al II-lea.
- 1536: Conchistadorul spaniol Pedro de Mendoza a înființat orașul Buenos Aires (Argentina).
- 1600: Mihai Viteazul s-a adresat, din Alba Iulia, Papei Clement al VII-lea cerându-i ajutor împotriva otomanilor.
- 1744: Papa Benedict al XIV-lea a publicat Scrisoarea Enciclică „Inter omnigenas”, cu privirea la responsabilitatea morală a creștinilor care se rușinează să mărturisească  propria credință.
- 1808: Papa Pius al VII-lea nu a aderat la blocada continentală impusă de Napoleon tuturor statelor europene pentru a izola Anglia. Napoleon, drept represalii, a ocupat Roma, pe care a înglobat-o în Regatul Italiei împreună cu Ancona, Macerata, Urbino și Camerino.
- 1812: Rusia a fondat o colonie pentru comerțul de piei în Fort Ross (California).
- 1831: Cardinalul Bartolomeo Alberto Cappellari este ales Papă după un conclav de 54 de zile și ia numele de Grigore al XVI-lea. A fost ultimul papă de până acum care nu a fost episcop în momentul alegerii sale.
- 1848: Războiul Mexicano-American: A fost semnat Tratatul de pace de la Guadalupe Hidalgo, tratat care punea capăt războiului.
- 1848: Goana după aur în California: prima navă de emigranți chinezi debarcă pe țărmul californian (San Francisco) în căutarea norocului.
- 1870: A fost demascată minciuna evoluționiștilor: s-a demonstrat că faimosul Gigant din Cardiff nu era altceva decât ghips și nicidecum resturi petrificate ale unei ființe omenești.
- 1871: Orașul Roma devine capitala Italiei.
- 1889: În fața Teatrului Național București sunt instalate primele două lămpi electrice pentru iluminatul public.

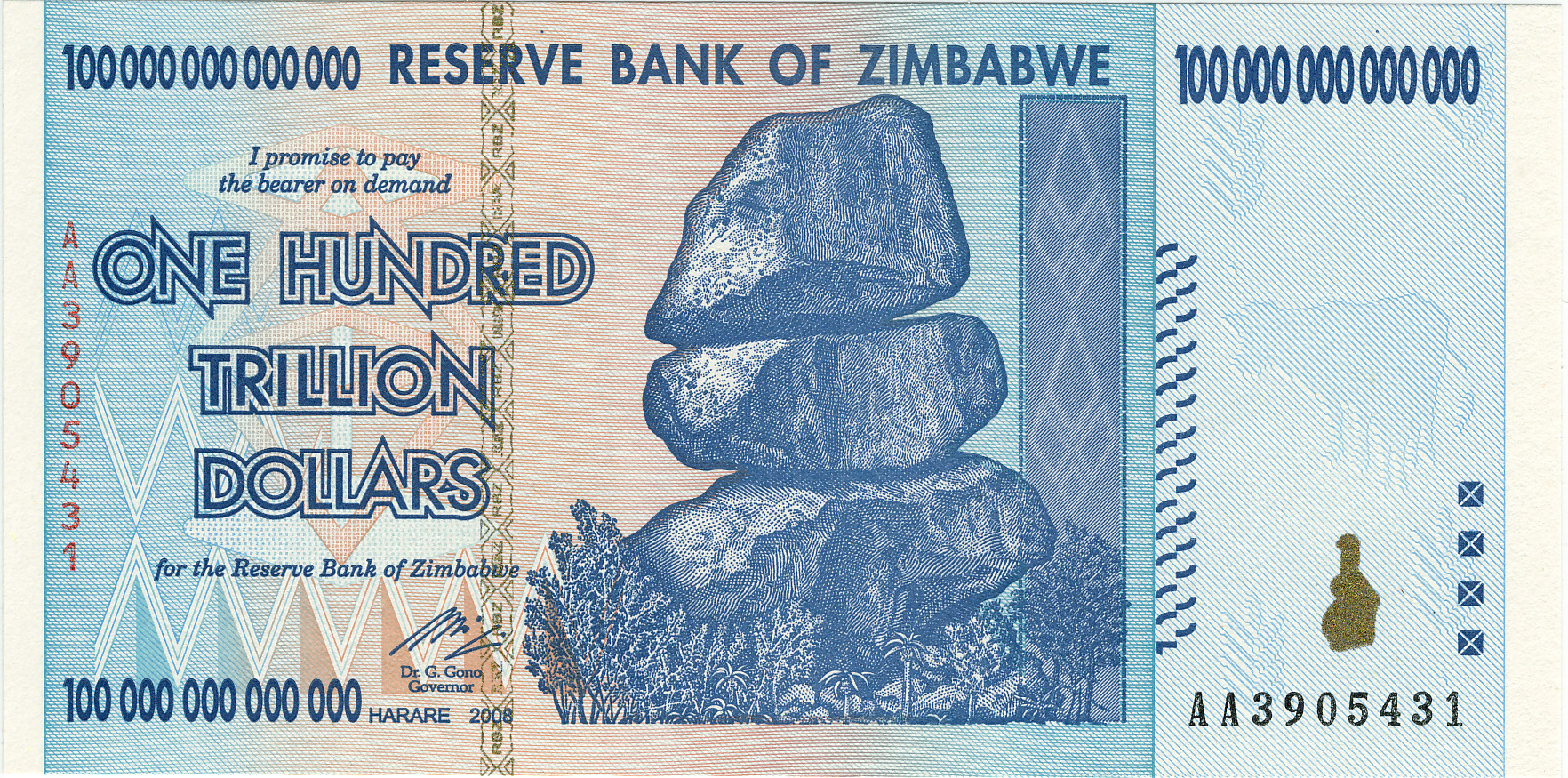
2009: Guvernul din Zimbabwe a anunțat tăierea a 12 zerouri din dolarul zimbabwian. Astfel, un trilion de dolari zimbabwieni au fost reevaluați la un dolar zimbabwian nou.

- 1901: Funeraliile reginei Victoria a Regatului Unit.
- 1913: A fost inaugurat terminalul Grand Central din New York. De atunci, aceasta a rămas cea mai mare gară din lume.
- 1922: Apare la Paris romanul  lui James Joyce Ulise.
- 1928: Apare revista „Bilete de Papagal" (până în 1945, în mai multe serii), sub direcția lui Tudor Arghezi
- 1943: Al Doilea Război Mondial: Victoria Armatei Sovietice în celebra Bătălie de la Stalingrad marchează un moment de cotitură în desfășurarea războiului.
- 1964: Sonda americană Ranger 6 se prăbușește pe Lună. Fotografii de înaltă rezoluție ale solului lunar nu pot fi realizate, deoarece camerele nu pot fi activate înainte de impact.[1]
- 1971: Idi Amin a devenit dictator al Ugandei.
- 1990: Este reînființată Societatea Română de Filosofie.
- 1990: Tribunalul Militar Teritorial București pronunță sentința în procesul a patru dintre colaboratorii apropiați ai lui Nicolae Ceaușescu: Manea Mănescu, Tudor Postelnicu, Emil Bobu, Ion Dincă – detenție pe viață și confiscarea totală a averii personale.
- 1998: Se lansează postul de televiziune Acasă TV.
- 2009: Guvernul din Zimbabwe a anunțat tăierea a 12 zerouri din dolarul zimbabwian. Astfel, un trilion de dolari zimbabwieni au fost reevaluați la un dolar zimbabwian nou.
- 2002: Prințul moștenitor Willem-Alexander al Țărilor de Jos și Máxima Zorreguieta se căsătoresc la Amsterdam. Căsătoria a declanșat o controversă semnificativă din cauza rolului pe care tatăl miresei, Jorge Zorreguieta, l-a avut în dictatura militară argentiniană.
- 2008: Președintele francez Nicolas Sarkozy se căsătorește cu cântăreața Carla Bruni la Palatul Élysée din Paris.[2]

## Nașteri
- 1522: Lodovico Ferrari, matematician italian (d. 1565)
- 1616: Sébastien Bourdon, pictor francez (d. 1671)
- 1650: Papa Benedict al XIII-lea (d. 1730)
- 1711: Contele von Kaunitz, politician austriac, cancelar sub domnia împărătesei Maria Terezia
- 1754: Charles Maurice de Talleyrand, om politic și diplomat francez (d. 1838)
- 1800: Sándor Abday, actor, autor dramatic și scriitor maghiar (d.1882)
- 1845: Ivan Pulyui, fizician, inventor și patriot ucrainean (d. 1918)
- 1871: Constantin Isopescu-Grecul, jurist și om politic român, implicat activ în lupta pentru făurirea statului național unitar român (d. 1938)

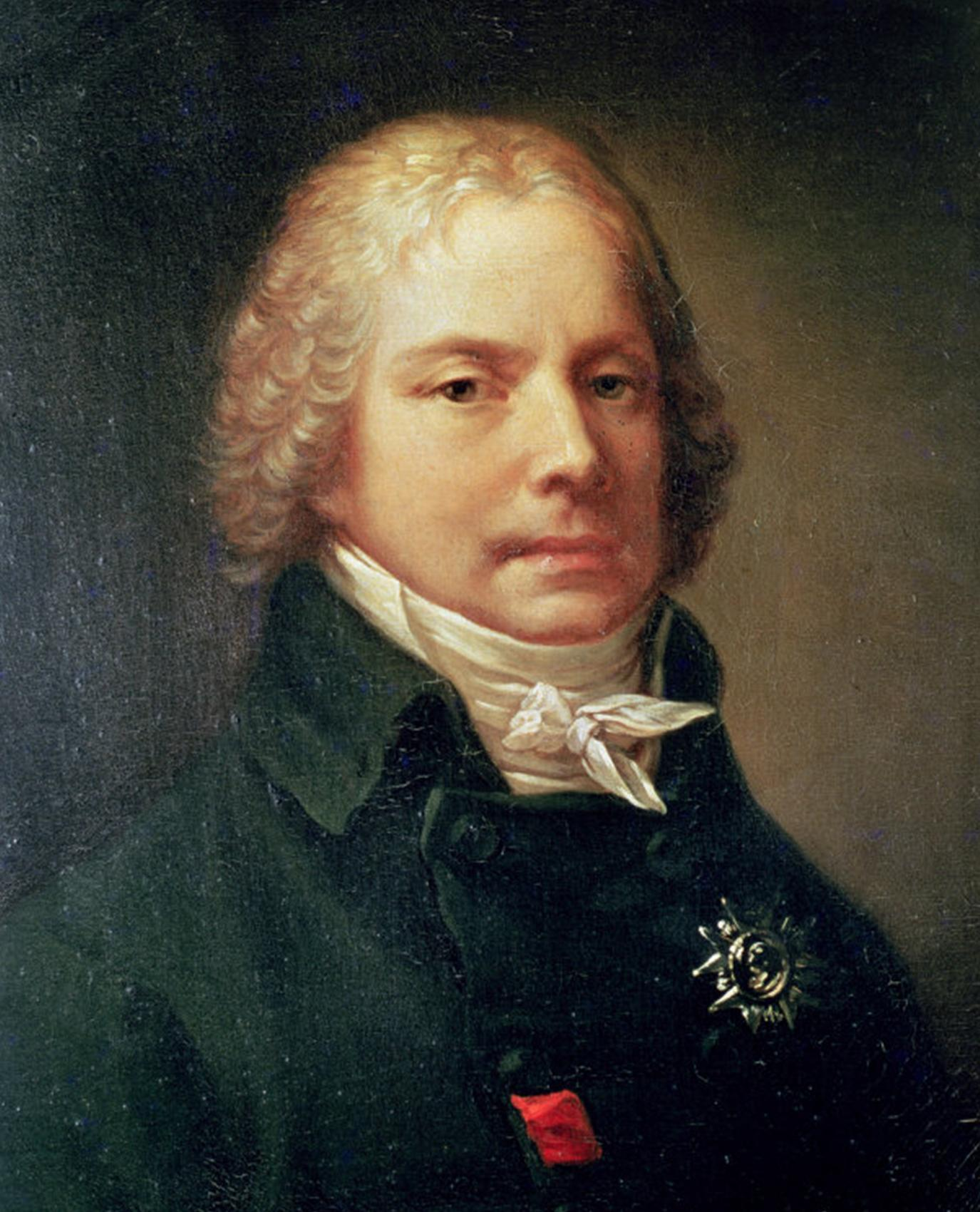
Talleyrand, diplomat francez
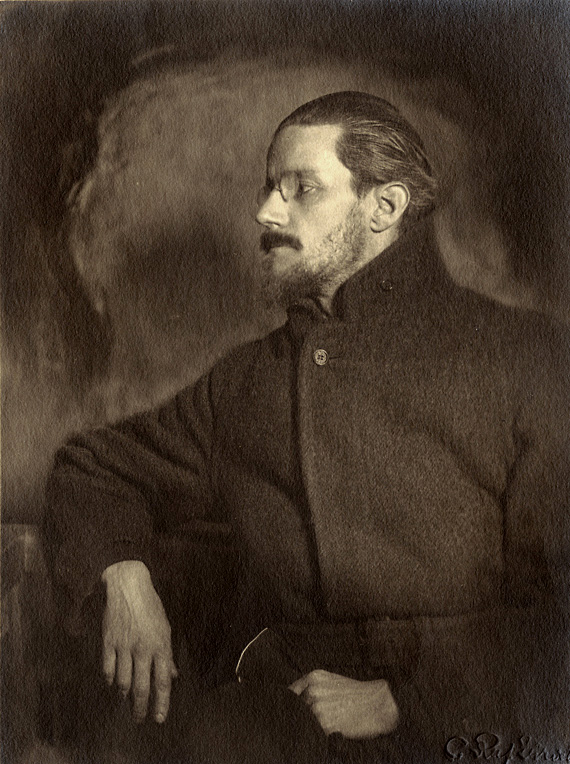
James Joyce, scriitor irlandez
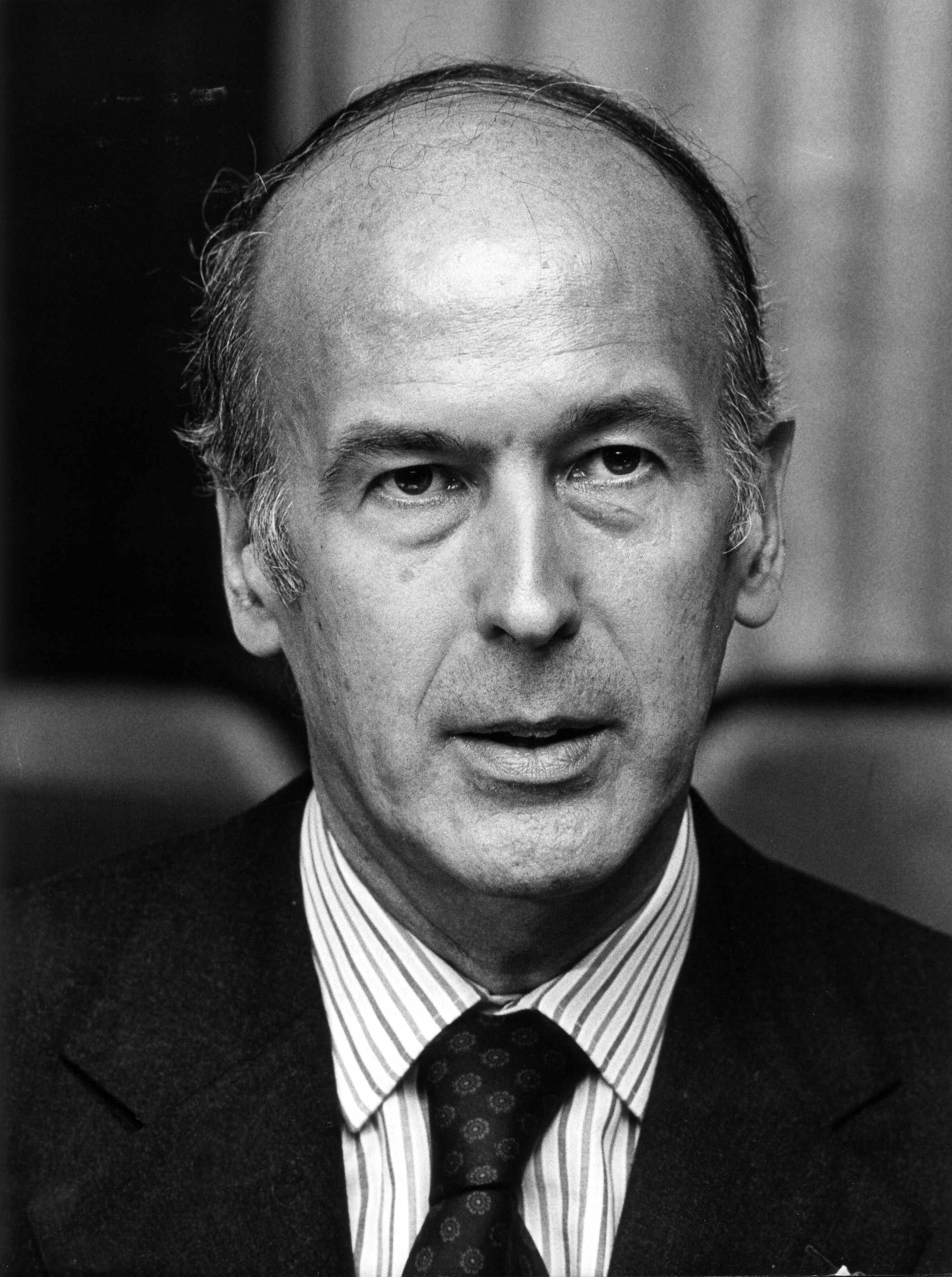
Valéry Giscard D'Estaing, președinte al Franței

- 1880: Leon Biju, pictor român (d. 1970)
- 1882: James Joyce, scriitor irlandez de limbă engleză (d. 1941)
- 1882: Prințul Andrei al Greciei și Danemarcei (d. 1944)
- 1889: Traian Săvulescu, biolog român, fondator al Școlii românești de fitopatologie, membru și președinte al Academiei Române (d. 1963)
- 1896: Kazimierz Kuratowski, matematician și logician polonez (d. 1980)
- 1901: Ion N. Băncilă, geolog român, membru al Academiei Române (d. 2001)
- 1908: Jack Mollick, muzician și trompetist român (d. 1953)
- 1915: Abba Eban, diplomatic și om politic israelian (d. 2002)
- 1926: Valéry Giscard D'Estaing, politician francez, președinte al Republicii Franceze în perioada 1974–1981 (d. 2020)

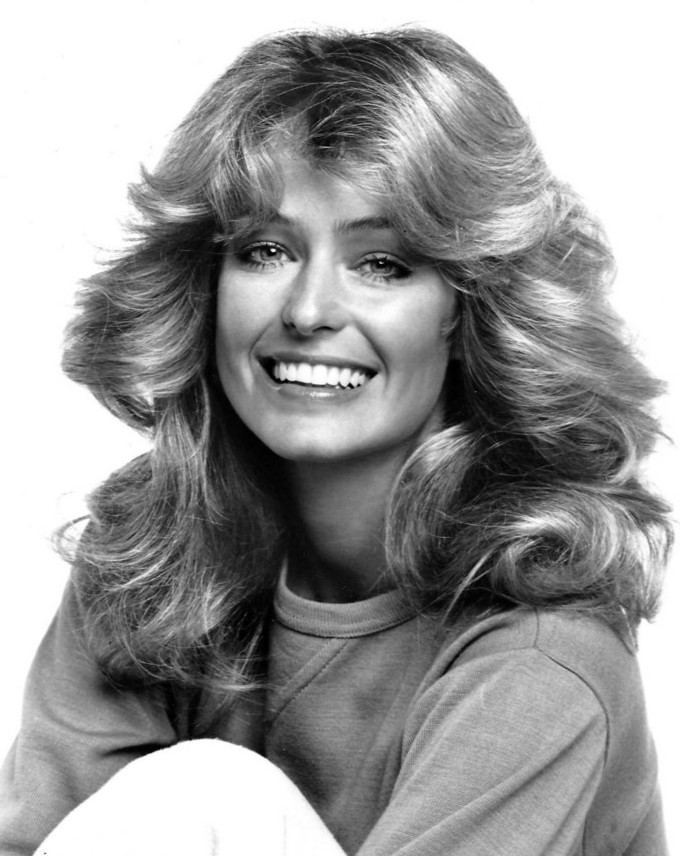
Farrah Fawcett, actriță americană
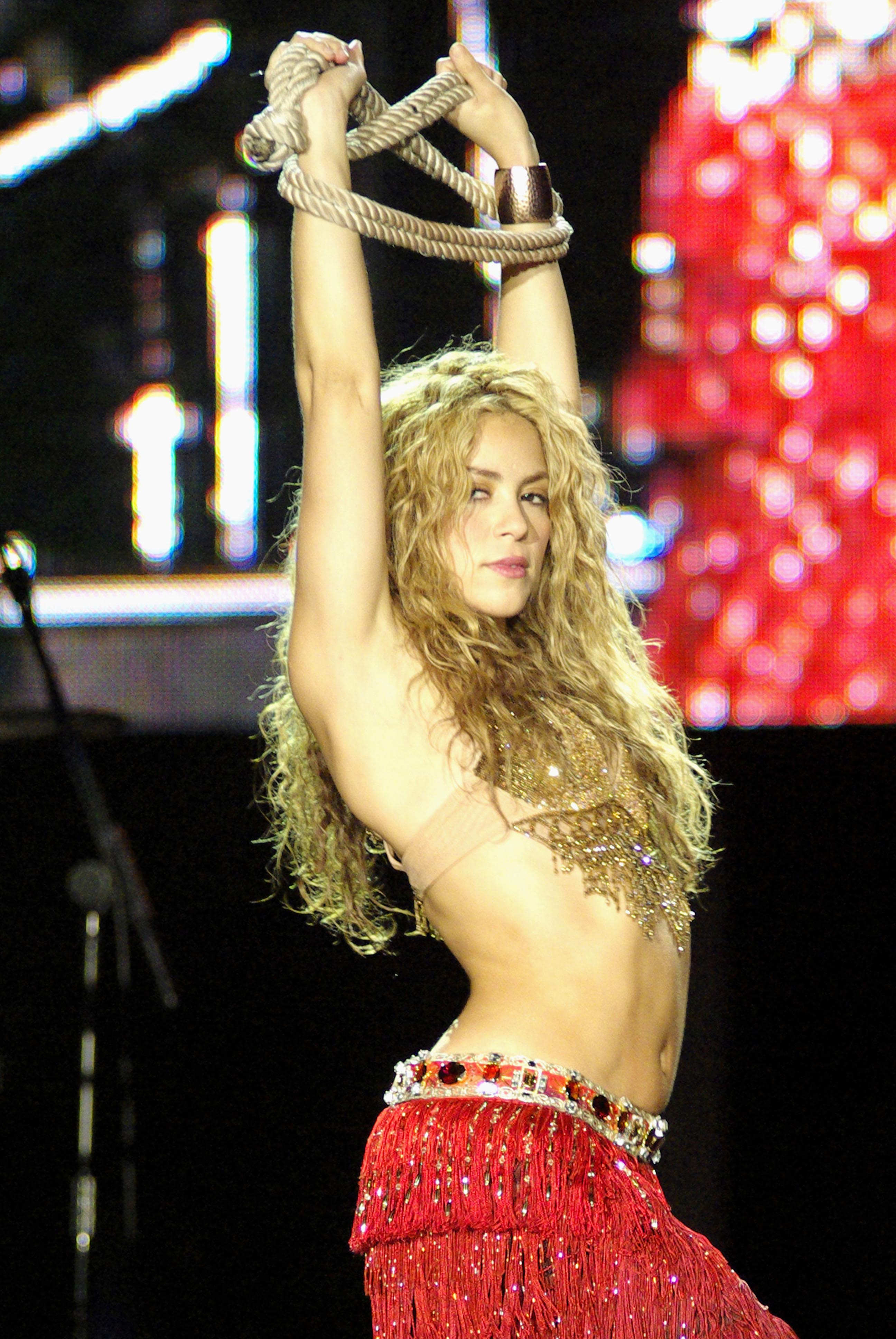
Shakira, cântăreață columbiană
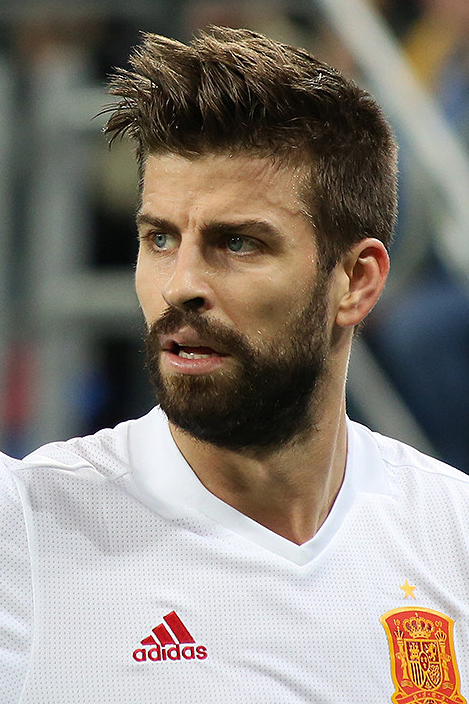
Gerard Piqué, fotbalist spaniol

- 1928: Luigi Ciriaco De Mita, politician italian, prim-ministrul Italiei în perioada 1988-1989 (d. 2022)
- 1947: Farrah Fawcett, actriță americană (d. 2009)
- 1947: Vladimir Găitan, actor român de teatru și film (d. 2020)
- 1950: Serafim Urechean, om politic din Republica Moldova
- 1955: Leszek Engelking, poet și scriitor polonez
- 1958: George Grigore, orientalist și scriitor român
- 1963: Andrej Kiska, Președinte al Slovaciei (2014-2019)
- 1970: Aurelian Preda, cântăreț român de muzică populară (d. 2016)
- 1977: Shakira, cântăreață columbiană
- 1987: Gerard Piqué, fotbalist spaniol
- 1987: Faydee, cântăreț și compozitor australiano-libanez
- 2001: Carlos Rodríguez, ciclist spaniol

## Decese
- 1529: Baldassare Castiglione, scriitor italian (n. 1478)
- 1594: Giovanni Pierluigi da Palestrina, compozitor italian (n. 1525)
- 1660: Gaston, Duce de Orléans, fiu al regelui Henric al IV-lea al Franței și al Mariei de Medici (n. 1608)
- 1704: Guillaume François Antoine, marchiz de l'Hôpital, matematician francez (n. 1661)
- 1723: Antonio Maria Valsalva, anatomist italian (n. 1666)
- 1769: Papa Clement al XIII-lea (n. 1693)
- 1836: Letizia Ramolino, mama împăratului Napoleon I al Franței (n. 1750)
- 1873: Elena Pavlovna de Württemberg, Marea Ducesă Elena Pavlovna a Rusiei (n. 1807)

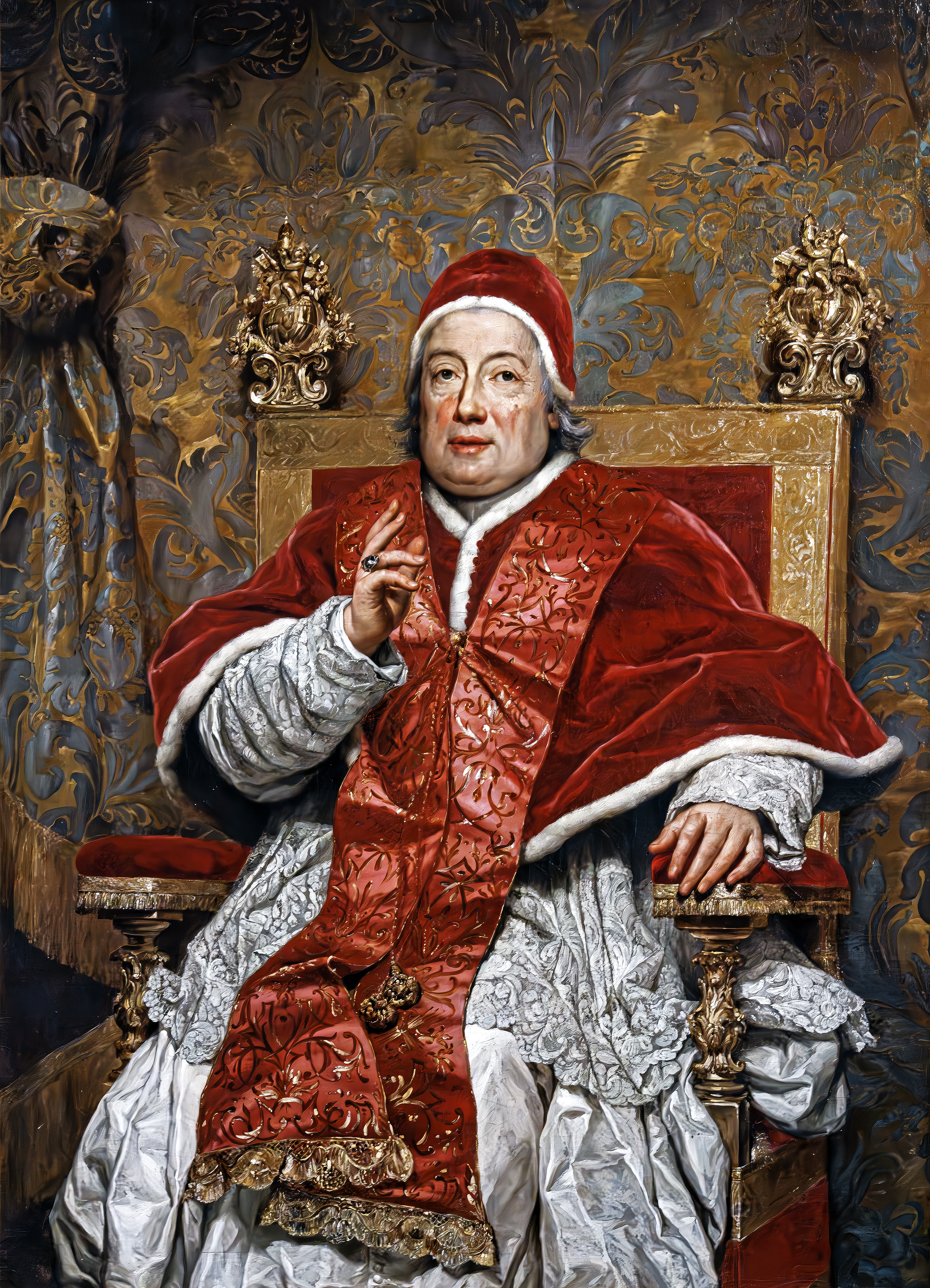
Papa Clement al XIII-lea
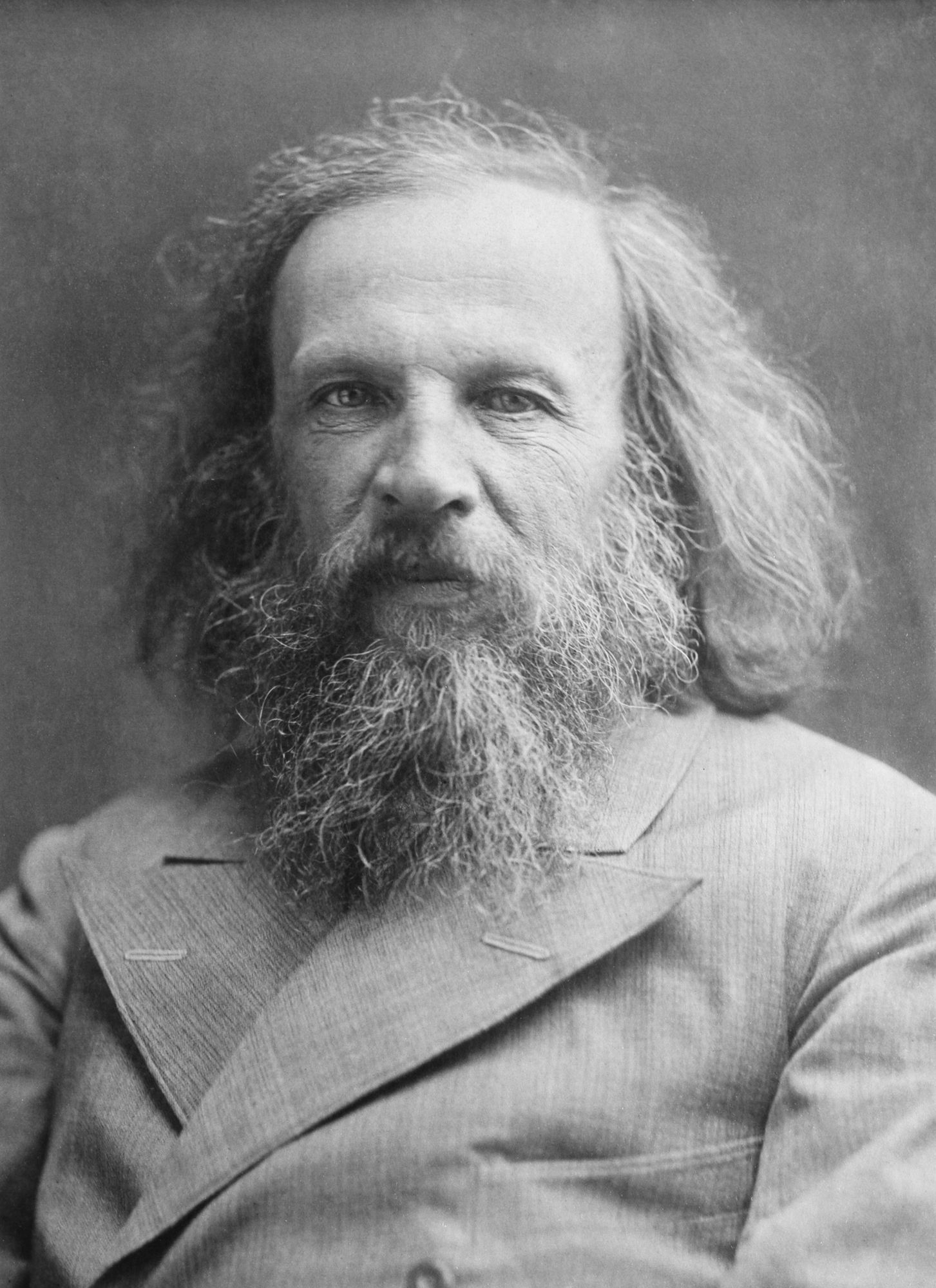
Dimitri Mendeleev, chimist rus
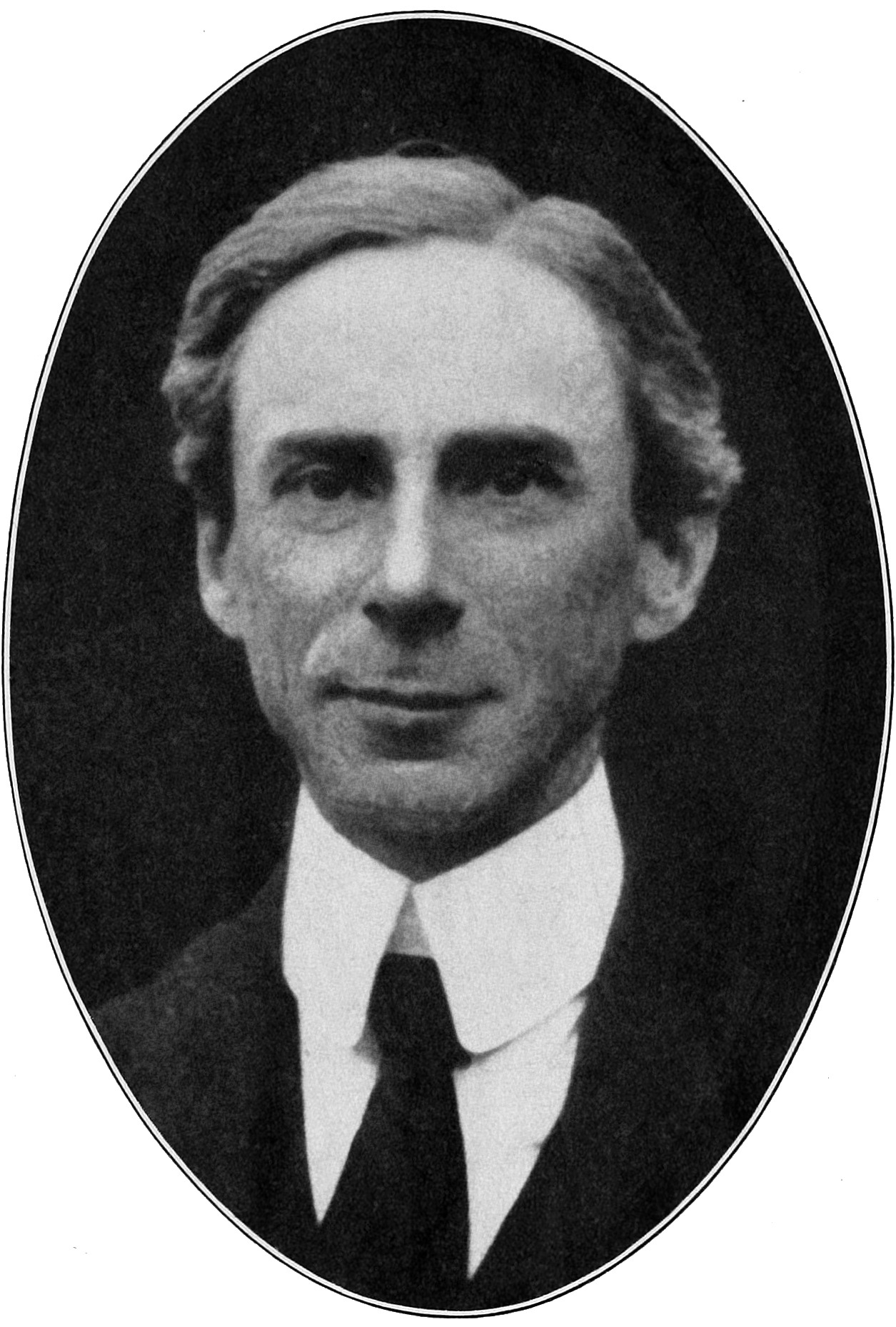
Bertrand Russel, filosof englez

- 1886: Leopold, Prinț Ereditar de Anhalt (n. 1855)
- 1888: Félix Auguste Clément, pictor francez (n. 1826)
- 1895: Arhiducele Albert, general austriac (n. 1817)
- 1896: Nicolae Beldiceanu, poet român (n. 1844)
- 1896: Elisabeta de Saxa-Altenburg, Mare Ducesă de Oldenburg (n. 1826)
- 1897: Infanta Luisa Fernanda a Spaniei, Ducesă de Montpensier (n. 1832)
- 1907: Dimitri Mendeleev, chimist rus (n. 1834)
- 1942: Daniil Harms, dramaturg rus (n. 1905)
- 1945: Alfred Delp,  preot iezuit german și filozof al Rezistenței germane (n. 1905)
- 1948: Smaranda Brăescu, aviatoare și parașutistă română de renume mondial (n. 1897)
- 1950: Constantin Carathéodory, matematician grec (n. 1873)
- 1954: Theodor Rogalski, compozitor  român (n. 1901)
- 1964: Ion Marin Sadoveanu, prozator, poet, dramaturg și eseist român (n. 1893)
- 1968: Juan Iliesco, șahist argentinian de origine română (n. 1898)
- 1970: Lord Bertrand Russel, filosof, matematician, scriitor și om politic englez, laureat al Premiului Nobel (n. 1872)

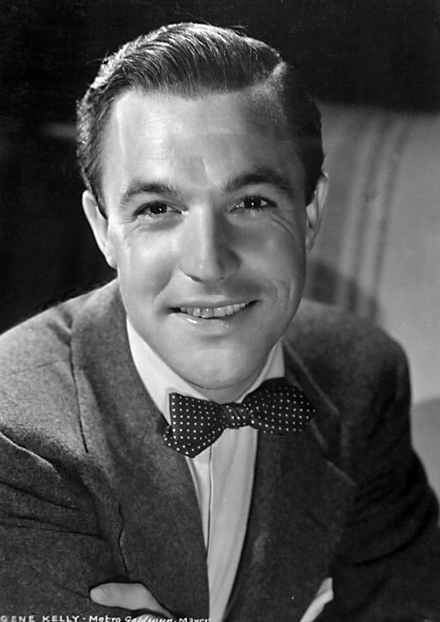
Gene Kelly, actor american
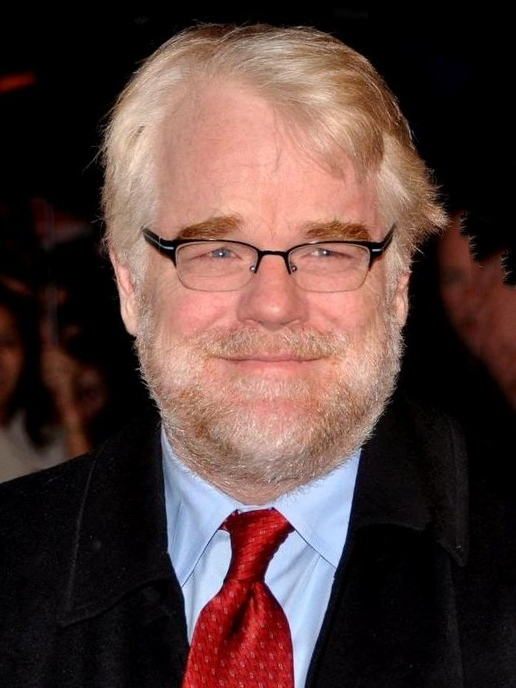
Philip Seymour Hoffman, actor american
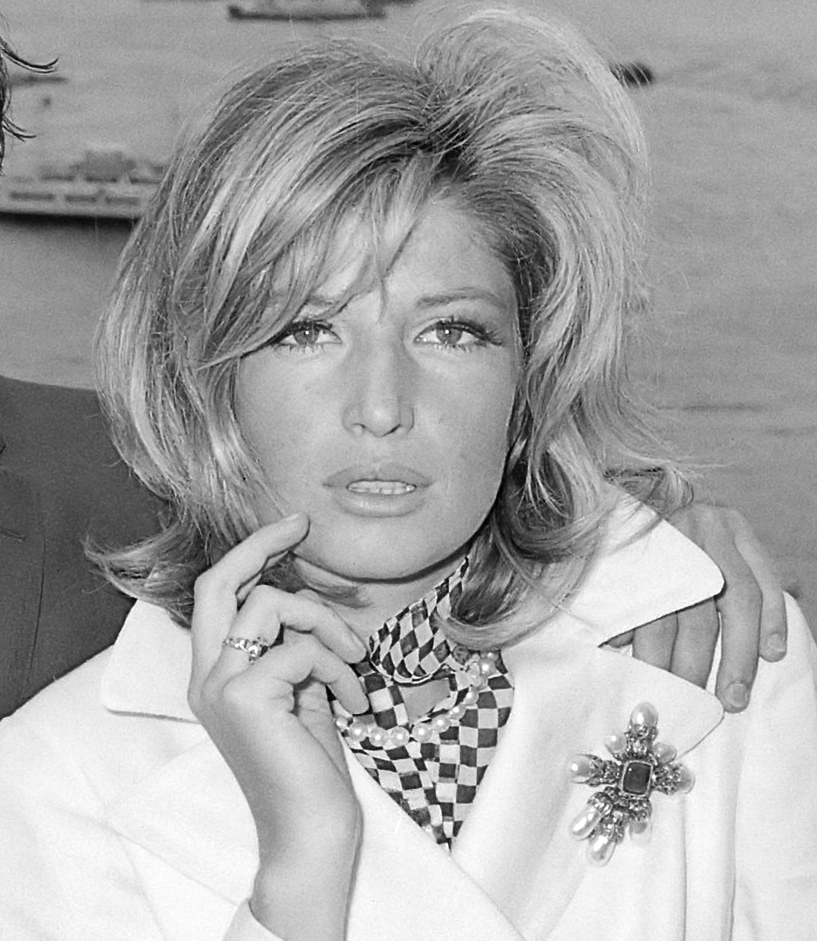
Monica Vitti, actriță italiană

- 1974: Imre Lakatos, filosof maghiar (n. 1922)
- 1979: Sid Vicious, muzician englez (Sex Pistols) (n. 1957)
- 1980: William Howard Stein, laureat Nobel (n. 1911)
- 1987: Alistair MacLean, romancier scoțian (n. 1922)
- 1993: Michael Klein, fotbalist român (n. 1959)
- 1996: Gene Kelly, actor american  (n. 1912)
- 2000: Teruki Miyamoto, fotbalist japonez (n. 1940)
- 2009: Marius Pepino, actor român  (n. 1925)
- 2009: Constantin Ciopraga, critic și istoric literar român (n. 1916)
- 2014: Philip Seymour Hoffman, actor american și regizor (n. 1967)
- 2017: Shunichiro Okano, fotbalist japonez (n. 1931)
- 2022: Vasile Mocanu, politician român, membru al Partidului Social Democrat (n. 1946)
- 2022: Monica Vitti, actriță și scenaristă italiană (n. 1931)
- 2023: Jean-Pierre Jabouille, pilot francez de Formula 1 (n. 1942)

## Sărbători
- (†)Întâmpinarea Domnului (Dezlegare la pește) (calendar creștin-ortodox)
- Întâmpinarea Domnului; Sf. Cornel (calendar romano-catolic)
- Întâmpinarea Domnului și Dumnezeului nostru Isus Hristos în Templu (calendar greco-catolic)